# 鍋島元武
鍋島 元武（なべしま もとたけ）は、肥前小城藩の第3代藩主。

## 生涯
寛文2年（1662年）4月26日、第2代藩主・鍋島直能の次男として江戸幸橋中屋敷で生まれる。延宝6年（1678年）に疱瘡にかかってあばた顔となった。このため、父から世子に指名されていたにもかかわらず、人前に出ることを恥ずかしいとして辞退し、以後は僧侶になろうとして修行に励んだといわれる。ところがそのときの修行が効いたのか、文学に通じ、力持ちで薙刀の名手とまで後にいわれるほどになっている。また父・直能も元武を愛していたようで、延宝7年（1679年）12月に隠居したとき、家督は元武に譲られた。
第5代将軍・徳川綱吉から信任され、元禄5年（1692年）3月に公家接待役を任された。元禄6年（1693年）7月に奥詰に任じられた。文学に通じ、また縁戚関係もあって水戸藩主・徳川光圀と親交があり、やりとりした書状が50通以上現存している。また、綱吉から遠江浜松藩への加増移封も打診されたが、これは綱吉の死去とともに立ち消えとなった。このように綱吉から信任されて重用された反面、小城ではそのために生類憐れみの令が徹底されて領民が苦しめられたという逸話もある。
正徳3年（1713年）1月、次男の元延に家督を譲って隠居する。7か月後の8月13日、顔と胸の腫瘍が原因で死去した。享年52。

## 系譜
父母
- 鍋島直能（父）
- 伊賀子、長寿院 ー 坊城俊完の娘、側室（母）

正室
- 春子、寿昌院 ー 城島家永の娘

子女
- 鍋島元延（次男）生母は寿昌院（正室）
- 鍋島直英（三男）生母は寿昌院（正室）
- 三浦明喬継室